# Arrondissement d'Emden (1885-1932)
L'arrondissement d'Emden est un arrondissement de la province prusienne de Hanovre de 1885 à 1932. Il comprend la zone autour d'Emden, mais pas la ville indépendante d'Emden elle-même. Le territoire des actuelles communes de Krummhörn et de Hinte, une grande partie de l'actuelle zone urbaine d'Emden (les villages et leurs environs sont incorporés à Emden en 1946 et 1972) ainsi que les villages d'Oldersum, Tergast, Rorichum et Gandersum appartenant aujourd'hui à Moormerland, font partie de l'arrondissement.

## Histoire
L'arrondissement est formé à partir de l'ancien bureau d'Emden lors de la réforme des arrondissements prussiens en 1885. Bien que la ville d'Emden soit restée en dehors de l'arrondissement en tant que ville indépendante, elle devient le siège de l'administration de l'arrondissement. En 1928, Wolthusen et Borssum sont incorporés dans la ville d'Emden. L'arrondissement est dissous lors de la réforme des arrondissements de 1932. Sept communes sont transférées dans l'arrondissement de Leer, la majorité dans l'arrondissement de Norden.

## Évolution de la démographie
| Année     | 1890   | 1900   | 1910   | 1925   |
| --------- | ------ | ------ | ------ | ------ |
| Habitants | 18 459 | 20 130 | 24 120 | 28 177 |

## Communes
La liste suivante contient les communes de l'arrondissement d'Emden avec le nombre d'habitants du 1er décembre 1910 et toutes les incorporations.
| Commune         | Habitants | Incorporation                                |
| --------------- | --------- | -------------------------------------------- |
| Abbingwehr      | 78        | rattachée en 1929 à Loppersum                |
| Borkum          | 3332      | rattachée en 1932 à l'arrondissement de Leer |
| Borssum         | 1220      | rattachée en 1928 à Emden                    |
| Campen          | 329       |                                              |
| Canhusen        | 130       |                                              |
| Canum           | 188       |                                              |
| Cirkwehrum      | 159       |                                              |
| Eilsum          | 461       |                                              |
| Freepsum        | 304       |                                              |
| Gandersum       | 116       | rattachée en 1932 à l'arrondissement de Leer |
| Greetsiel       | 793       |                                              |
| Grimersum       | 585       |                                              |
| Groothusen      | 450       |                                              |
| Groß Midlum     | 343       |                                              |
| Hamswehrum      | 358       |                                              |
| Harsweg         | 116       |                                              |
| Heiselhusen     | 44        | rattaché en 1929 à Campen                    |
| Hinte           | 597       |                                              |
| Jarßum          | 213       | rattaché en 1929 à Widdelswehr               |
| Jennelt         | 235       |                                              |
| Larrelt         | 913       |                                              |
| Logumer Vorwerk | 148       |                                              |
| Loppersum       | 537       |                                              |
| Loquard         | 559       |                                              |
| Manslagt        | 487       |                                              |
| Marienwehr      | 78        | rattaché en 1929 à Uphusen                   |
| Oldersum        | 1179      | rattachée en 1932 à l'arrondissement de Leer |
| Osterhusen      | 221       |                                              |
| Petkum          | 728       | rattachée en 1932 à l'arrondissement de Leer |
| Pewsum          | 782       |                                              |
| Pilsum          | 610       |                                              |
| Rorichum        | 323       | rattachée en 1932 à l'arrondissement de Leer |
| Rysum           | 675       |                                              |
| Suurhusen       | 514       |                                              |
| Tergast         | 345       | rattachée en 1932 à l'arrondissement de Leer |
| Twixlum         | 348       |                                              |
| Uphusen         | 447       |                                              |
| Upleward        | 317       |                                              |
| Uttum           | 454       |                                              |
| Visquard        | 461       |                                              |
| Westerhusen     | 289       |                                              |
| Widdelswehr     | 191       | rattachée en 1932 à l'arrondissement de Leer |
| Wirdum          | 657       |                                              |
| Wolthusen       | 1956      | rattachée en 1928 à Emden                    |
| Woltzeten       | 146       |                                              |
| Woquard         | 174       |                                              |
| Wybelsum        | 530       |                                              |

## Administrateurs de l'arrondissement
- 1885-1887 Heinrich von Weyhe
- 1887–1889 Tuercke (par intérim)
- 1889-1892 Waldemar von Lilienthal (de)
- 1892-1923 Carl von Frese (de)
- 1923 –9999 Walter Wüllenweber
- 1923-1932 : Walter Bubert (de)